# Herb Supraśla
Herb Supraśla – jeden z symboli miasta Supraśl i gminy Supraśl w postaci herbu.

## Wygląd i symbolika

Herb Supraśla widoczny na fladze Supraśla.

Herb przedstawia na białym polu tarczy herbowej po heraldycznie prawej stronie postać anioła w złotej aureoli z pochyloną głową, trzymającego w lewej ręce łodygę zieloną z białym kwiatem lilii, wskazującego prawą ręką z wyprostowanymi dwoma palcami na postać Najświętszej Marii Panny. Anioł odziany w tunikę w kolorze cynobru, a szata okrywająca tunikę w kolorze niebieskim; po heraldycznie lewej stronie postać Najświętszej Marii Panny w złotej aureoli, okryta niebieską chustą i tuniką. Szata okrywająca tunikę w kolorze cynobru. W lewej ręce Maria trzyma książkę w kolorze złotym, a prawa ręka ujęta profilowo wyraża gest pokory.
Herb przedstawia scenę zwiastowania Najświętszej Marii Pannie.

## Historia
Herb ustanowiony 12 kwietnia 2003 uchwałą nr VI/38/03 Rady Miejskiej w Supraślu. Zaprojektował go artysta plastyk Grzegorz Łoś.